# Yamakasi (filme)
Yamakasi - Les samouraïs des temps modernes é um filme francês de 2001 escrito por Luc Besson. Demonstra as habilidades dos Yamakasi, um grupo de traceurs que luta contra as injustiças num gueto parisiense. Eles usam suas habilidades de parkour e free running para roubar dos ricos, a fim de pagar a conta médica de uma pessoa que se magoou ao tentar imitá-los.